# Hausen (Dillingen an der Donau)
Hausen (ⓘ) ist ein Stadtteil von Dillingen an der Donau im bayerischen Regierungsbezirk Schwaben, der sich nördlich der Zwerg im Nordwesten von Dillingen anschließt.

## Geographie
Hausen liegt 434 Meter hoch auf der Hochterrassenebene der Donau, vier Kilometer nordöstlich von Lauingen. Die Zwerg bildet die südliche Grenze der Gemarkung.

## Geschichte
Die ältesten Bodenfunde gehen auf die Mittel- und Jungsteinzeit, die Hallstatt- und Keltenzeit zurück. Reihengräberfunde weisen auf eine alemannische Gründung hin. Allerdings war Hausen wohl keine Ursiedlung, sondern entstand als Ausbausiedlung vermutlich von Wittislingen.
Im Hochmittelalter war Hausen wahrscheinlich Sitz eines niederen Adelsgeschlechts, aus dem die 1129, 1151/62 und 1173 genannten Ulrich und Diepolt von Hausen abstammten. Um 900 wurde Hausen erstmals im Zusammenhang mit Schenkungen an das Kloster Fulda als Husen erwähnt. Der Besitz des Klosters kam im 12. Jahrhundert an die Staufer, die im 13. Jahrhundert auch das Vogteirecht besaßen, das vom Lauinger Stadtrichter ausgeübt wurde. Mit dem Konradinischen Erbe gelangten 1268 Grundbesitz und Vogtei an das Herzogtum Bayern. Im Spätmittelalter erlangte die Stadt Lauingen die Niedere Gerichtsbarkeit und 1437 auch die Hohe Gerichtsbarkeit in Hausen. Die Hausener Bauern besaßen bis zur Bildung ihrer eigenen Gemeinde im Jahr 1818 das Lauinger Bürgerrecht.
Grundherren in Hausen waren die Stadt und das Spital Lauingen, das Spital Dillingen, das Franziskanerinnen- und das Dominikanerinnenkloster in Dillingen, das Kloster Maria Medingen und das Zisterzienserkloster Kaisheim. 1505 kam Hausen mit dem Landgericht Höchstädt, in dessen Gebiet es lag, an das Fürstentum Pfalz-Neuburg und 1808 an das Königreich Bayern.
Die ehemals selbständige Gemeinde Hausen wurde durch die Gemeindegebietsreform am 1. Juli 1972 ein Stadtteil der Großen Kreisstadt Dillingen an der Donau.

## Einwohnerentwicklung
1560 gab es in Hausen zehn Höfe, eine Hube und 30 Sölden. 1813 bestand der Ort aus 47 und 1961 aus 73 Wohnhäusern.
| Jahr | Einwohner | Anmerkungen                    |
| ---- | --------- | ------------------------------ |
| 1840 | 287       |                                |
| 1939 | 319       |                                |
| 1950 | 494       | darunter 169 Heimatvertriebene |
| 1961 | 354       | darunter 080 Heimatvertriebene |
| 1970 | 540       |                                |
| 1980 | 861       |                                |
| 1990 | 1116      |                                |
| 2000 | 2080      |                                |

## Infrastruktur

### Verkehr
Hausen war eine Haltestelle der 1972 eingestellten Härtsfeldbahn.

### Bildung
In der zweiten Hälfte des 17. Jahrhunderts wird eine Landschule in Hausen erwähnt und 1694 ein amtlicher Schulmeister. Bis 1970/71 gab es eine Grundschule in Hausen. Anschließend besuchten die Hausener Schüler die Angelina-Egger-Schule (Grundschule) und ab 1966/67 die Josef-Anton-Schneller-Schule (Hauptschule), beide in Dillingen.

### Weitere Einrichtungen
Die Lebenshilfe Dillingen hat ihren Sitz in Hausen.
1995 wurde unter städtischer Trägerschaft ein dreigruppiger Kindergarten mit 75 Ganztagesplätzen eingerichtet.

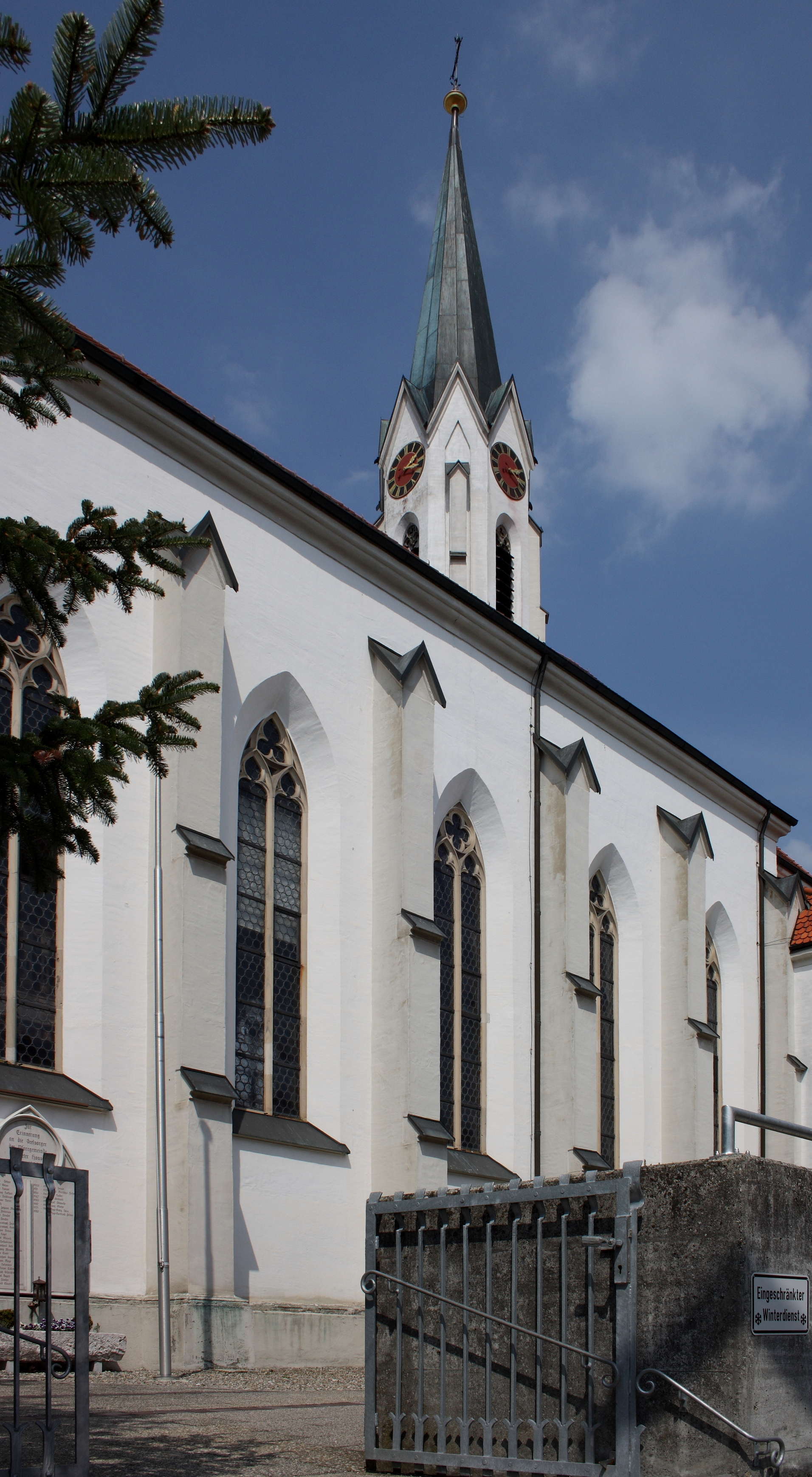
St. Peter und Paul in Hausen

## Kultur
Hausen ist der Sitz einer alten Pfarrei, für die 1299 ein eigener Pfarrer nachgewiesen ist. Die heutige Pfarrkirche St. Peter und Paul wurde 1883/84 nach einem Entwurf von Georg Maxon in neogotischem Stil an der Stelle eines barocken Vorgängerbaus errichtet. Im Turmuntergeschoss ist ein römischer Weihestein mit Inschrift, der wohl aus Faimingen stammt, vermauert.
Der Pfarrhof  in der Lucknerstraße 3 ist ein barocker Satteldachbau von 1703, der 1987 renoviert wurde.
Die katholische Kapelle Zu Unserer Lieben Frau am Steckawäldle wurde 1990 eingeweiht.

## Bodendenkmäler
Siehe: Liste der Bodendenkmäler in Dillingen an der Donau